# Žofie Albertina z Erbachu
Žofie Albertina z Erbachu (30. července 1683, Erbach – 4. září 1742, Einsfeld) byla erbašskou hraběnkou a sňatkem sasko-hildburghausenskou vévodkyní; letech 1724 až 1728 byla regentkou tohoto durynského státu.

## Život
Žofie Albertina se narodila jako nejmladší dcera hraběte Jiřího Ludvíka I. z Erbachu (1643–1693) a jeho manželky hraběnky Amálie Kateřiny Waldecko-Eisenberské (1640–1697). 4. února 1704 se dvacetiletá Žofie v rodném Erbachu provdala za o dva roky staršího Arnošta Fridricha Sasko-Hildburghausenského, syna tehdejšího vévody Arnošta I. Žofie Albertina zodpovídala za vzdělání jejich dětí, protože její manžel byl velmi oddaný životu vojáka mimo svou zemi. Manžel se stal vévodou v roce 1715 a Žofie se tak stala sasko-hildburghausenskou vévodkyní.
Manžel zemřel po dvaceti letech manželství na jaře 1724 ve věku 42 let. Nejstaršímu synovi Arnoštovi Fridrichovi II. nebylo ani sedmnáct let, když se stal vévodou, a tak se matka stala po dobu jeho nezletilosti regentkou sasko-hildburghausenského vévodství. Úsporami a škrty se jí podařilo snížit státní dluh. Velká část dvora byla propuštěna a rozpuštěna byla i nákladná garda. Také se jí podařilo o polovinu snížit daně. Ve snaze získat hotovost, prodala cennou vévodskou knihovnu.
Aby její manžel získal peníze, prodal v roce 1723 okres Schalkau sasko-meiningenskému vévodství. Pod vlivem mladého švagra Josefa Sasko-Hildburghausenského, Žofie Albertina vyhlásila Sasko-Meiningenu válku a 11. července 1724 Schalkau vojensky oblehla.
Po požáru města Hildburghausen v roce 1725 sehrála hlavní roli v podpoře postiženým. Hlavní sál v paláci Hildburghausen byl vybaven vykládanou podlahou s kresbou ve tvaru hvězdy s vévodkyninými iniciály „SA“.
Poté, co její syn v roce 1728 převzal vládu nad vévodstvím, odešla Žofie Albertina na své vdovské sídlo Eisfeld, kde 4. září 1742 osmnáct let po svém manželovi ve věku 59 let zemřela.

## Potomci
Za dvacet let manželství se páru narodilo 14 dětí, jedenáct z nich však zemřelo v dětství a dospělosti se dožily pouze tři:
- Arnošt Ludvík Hollandinus (24. listopadu 1704 – 26. listopadu 1704)
- Žofie Amálie Alžběta (5. října 1705 – 28. února 1708)
- Arnošt Ludvík (6. února 1707 – 17. dubna 1707)
- Arnošt Fridrich II. (17. prosince 1707 – 13. srpna 1745) ⚭ 1726 hraběnka Karolína Erbašsko-Fürstenauská (29. září 1700 – 7. května 1758)
- Fridrich August (8. května 1709 – 4. března 1710)
- Ludvík Fridrich (11. září 1710 – 10. června 1759) ⚭ 1749 Kristína Luisa Šlesvicko-Holštýnsko-Sonderbursko-Plönská (1713–1778)
- dcera (2. srpna 1711)
- dcera (24. srpna 1712)
- Alžběta Albertina (4. srpna 1713 – 29. června 1761) ⚭ 1735 Karel Ludvík Fridrich Meklenbursko-Střelický (23. února 1708 – 5. června 1752)
- Emanuel Fridrich Karel (26. března 1715 – 29. června 1718)
- Alžběta Žofie (13. září 1717 — 14. října 1717)
- dcera (17. března 1719)
- Jiří Fridrich Vilém (15. července 1720 – 10. dubna 1721)
- syn (15. prosince 1721)